# When the Party's Over (canción)
«When the Party's Over» (estilizado en minúsculas) —en español: «Cuando la fiesta acabe»— es un sencillo de la cantante estadounidense Billie Eilish, perteneciente a su álbum debut titulado When We All Fall Asleep, Where Do We Go?. Fue lanzada el 17 de octubre de 2018 a través de las discográficas Darkroom Records e Interscope Records.

## Video musical
El video musical de «When the Party's Over», fue dirigido por Carlos López Estrada y fue lanzado el 25 de octubre de 2018. Eilish afirma que su inspiración para el video musical vino de un fan art de un dibujo de ella con ojos negros que goteaban: «Pensé que era visualmente muy divertido y quería crearlo físicamente».
El video comienza con Eilish sentada en una habitación en blanco, antes de tragar una taza llena de líquido negro. Lágrimas negras comienzan a fluir por su mejilla, manchando su atuendo en el proceso. Hacia el final del video, la cámara gira hacia abajo, revelando que se deshizo en el líquido.

## Personal
- Billie Eilish: Vocales y composición
- Finneas O'Connell: Escritor

## Posicionamiento en listas

### Listas semanales
| Lista (2018-2019)                           | Mejor posición |
| ------------------------------------------- | -------------- |
| Alemania (Offizielle Deutsche Charts)       | 45             |
| Australia (ARIA)                            | 10             |
| Austria (Ö3 Austria Top 40)                 | 25             |
| Bélgica (Flandes) (Ultratop 50)             | 31             |
| Bélgica (Valonia) (Ultratip Bubbling Under) | 1              |
| Canadá (Canadian Hot 100)                   | 14             |
| Dinamarca (Tracklisten)                     | 26             |
| Escocia (Scottish Singles Sales Chart)      | 56             |
| Eslovaquia (Singles Digitál Top 100)        | 12             |
| Estados Unidos (Billboard Hot 100)          | 29             |
| Estados Unidos (Mainstream Top 40)          | 17             |
| Finlandia (OFC)                             | 17             |
| Francia (SNEP)                              | 163            |
| Hungría (Rádiós Top 40)                     | 16             |
| Irlanda (IRMA)                              | 7              |
| Italia (FIMI)                               | 91             |
| Nueva Zelanda (Recorded Music NZ)           | 3              |
| Noruega (VG-lista)                          | 9              |
| Reino Unido (UK Singles Chart)              | 21             |
| República Checa (Singles Digitál Top 100)   | 14             |
| Suecia (Sverigetopplistan)                  | 10             |
| Suiza (Schweizer Hitparade)                 | 29             |

## Certificaciones
| País           | Organismo certificador | Certificación | Ventas    | Ref.   |
| -------------- | ---------------------- | ------------- | --------- | ------ |
| Australia      | ARIA                   | 5x Platino    | 350 000   | [ 25 ] |
| Canadá         | MC                     | 4x Platino    | 320 000   | [ 26 ] |
| México         | AMPROFON               | 2× Platino    | 120 000   | [ 27 ] |
| Nueva Zelanda  | RMNZ                   | 2x Platino    | 60 000    | [ 28 ] |
| Suecia         | SRIA                   | Platino       | 40 000    | [ 29 ] |
| Reino Unido    | BPI                    | Platino       | 600 000   | [ 30 ] |
| Estados Unidos | RIAA                   | 4x Platino    | 4 000 000 | [ 31 ] |